# Michaux-Perreaux ångvelociped

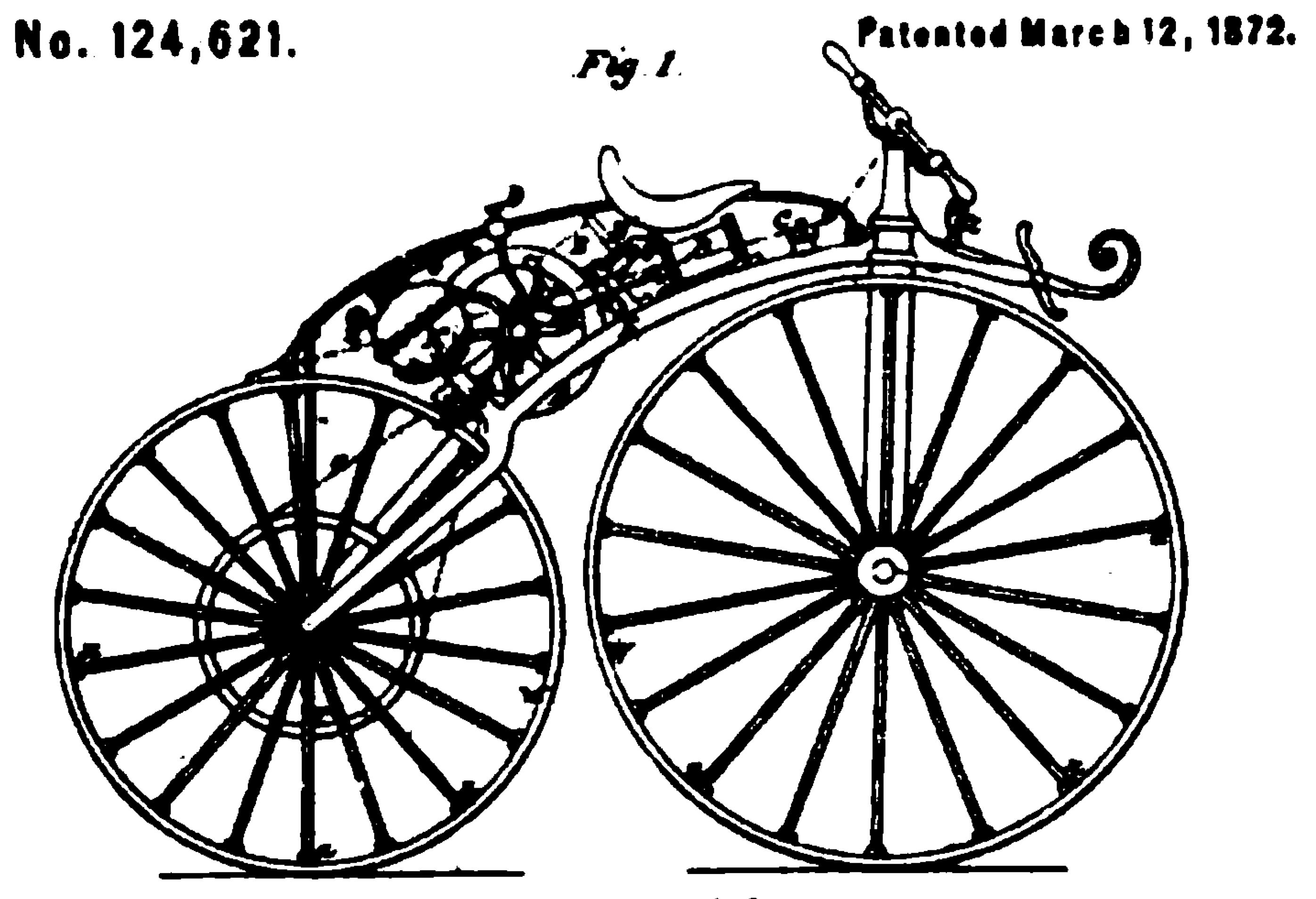
Teckning från amerikanskt patentdokument 1872

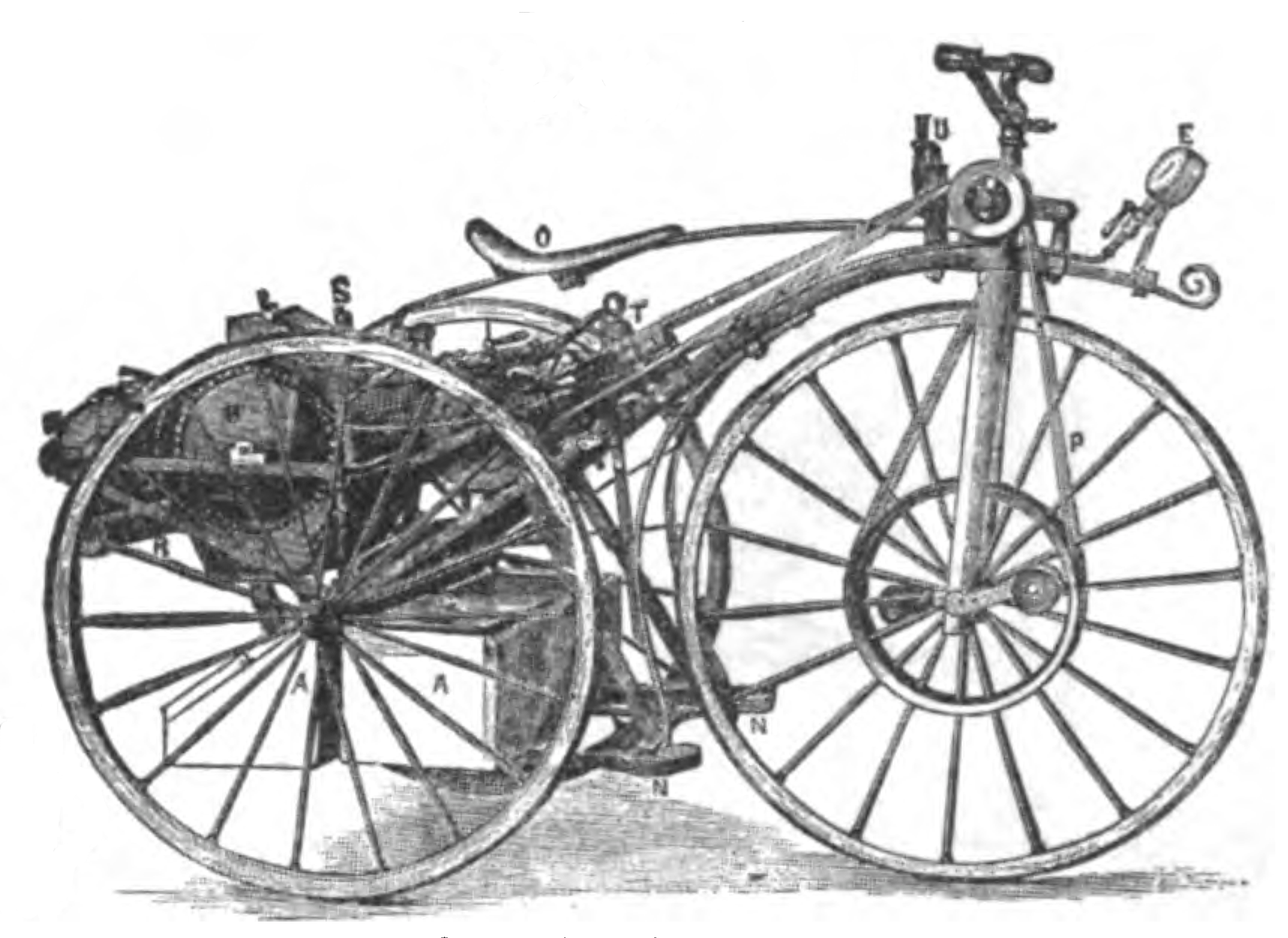
Trehjukig motorcykel från 1884

Michaux-Perreaux ångcykel var en ångdriven velociped som tillverkades i Frankrike någon gång från 1869 till 1871. Den tillverkades genom att kombinera en ångmaskin från Louis-Guillaume Perreaux med en velociped från Pierre Michaux. Perreaux fortsatte att utveckla sin ångcykel och visade upp en trehjulig variant 1884. Den enda Michaux-Perreaux ångcykel som tillverkats lånades ut från Musée du Domaine départemental de Sceaux i Sceaux och visades på Solomon R. Guggenheim Museum i New York i utställningen The Art of the Motorcycle 1998.

## Den första motorcykeln
Michaux-Perreaux ångvelocioped var en tre kandidater till att vara den första motorcykeln, jämte Ropers ångvelociped från 1867 eller 1868 och Daimler Reitwagen från 1885. Både  Michaux-Perreaux ångvelociped och Roper ångvelociped har endera 1867, 1868 eller 1869 som förmodat tillverkningssår enligt olika bedömningar. De kan ha tillverkats samma år. eller så är endera äldre. Vissa experter på motorcykelhistoria anser att ingen av dem kan definieras som en "riktig" motorcykel, eftersom de antingen inte har en bensinförbränningsmotor eller saknar den teknologi som kännetecknar senare serieproducerade motorcyklar. Dessa experter menar att den äldsta motorcykeln var  Wilhelm Maybachs och Gottlieb Daimlers Daimler Reitwagen från 1885.

## Trehjuling
Det tillverkades bara ett exemplar av Perreaux ångvelociped, men 1884 ställde Perreaux ut en trehjuling på det årets industriutställningen på Champs-Élysées i Paris. Denna var en utvecklad från den tvåhjuliga ursprungsversionen. Den hade två bakhjul och en rem som drev framhjulet. Den alkoholdrivna motorn var lik den tidigare motorn och and 